# Spoorlijn Dortmund-Mengede - Dortmund-Dorstfeld
De spoorlijn Dortmund-Mengede - Dortmund-Dorstfeld is een Duitse spoorlijn en is als spoorlijn 2191 onder beheer van DB Netze.

## Geschiedenis
Het traject werd door de DB Netze geopend op 13 mei 1991. Het traject maakt gedeeltelijk gebruik van de voormalige lijnen Dortmund-Bodelschwingh - Dortmund-Mengede en Dortmund Süd - Dortmund-Bodelschwing.

## Treindiensten
Op het traject rijdt de S-Bahn Rhein-Ruhr de volgende routes:
| Serie | Treinsoort            | Route | Bijzonderheden |
| ----- | --------------------- | --- | -------------- |
| S 2   | S-Bahn (DB Regio NRW) | Duisburg Hbf – Oberhausen Hbf – Essen-Altenessen – (Essen Hbf – / ) Gelsenkirchen Hbf – Wanne-Eickel Hbf – (Recklinghausen Hbf – / ) Herne – Castrop-Rauxel Hbf – Dortmund Hbf |                |

## Aansluitingen
In de volgende plaatsen is of was er een aansluiting op de volgende spoorlijnen:
Dortmund-Mengede
DB 2650, spoorlijn tussen Keulen en Hamm
aansluiting Buschstraße
DB 2123, spoorlijn tussen aansluiting Buschstraße en aansluiting Deusen
Huckarde Süd
DB 2122, spoorlijn tussen Dortmund-Dorstfeld en Dortmund-Huckarde Süd
DB 2130, spoorlijn tussen aansluiting Flm en Dortmund Güterbahnhof
Dortmund Dorstfeld
DB 2126, spoorlijn tussen Dortmund-Dorstfeld en Dortmund Süd
DB 2190, spoorlijn tussen Bochum en Dortmund
DB 2213, spoorlijn tussen Dortmund-Bövinghausen en Dortmund-Dorstfeld

## Elektrische tractie
Het traject werd bij aanleg in 1991 geëlektrificeerd met een wisselspanning van 15.000 volt 16⅔ Hz.